# Maldita Coincidência
Maldita Coincidência é um longa-metragem brasileiro de 1979, do gênero drama, dirigido por Sérgio Bianchi em sua estreia na direção.

## Sinopse
O filme se passa no ano de 1974 e a história acontece dentro de um casarão abandonado no centro de São Paulo, que mais do que uma simples locação, pode ser considerado um personagem principal e indispensável na composição do longa.  Os habitantes desse casarão são jovens dos mais diferentes estilos e tribos, desde os hippies até os militantes, gays e aqueles que eram tachados como doidos, e dentro daquele local misterioso, dividem experiências, histórias e uma nova filosofia de vida que era compartilhada pela juventude dos anos 70. Todo enredo gira em torno da maneira como essa juventude da época revolucionou o jeito de enxergar o mundo e das mudanças geradas por esse novo pensamento. Dentro desse casarão, distantes de todos os outros tipos de convivência em sociedade, como a cidade, escolas, família e trabalho, esses jovens se ocupam em discutir sobre diversos assuntos como liberdade, drogas, novas maneiras de se relacionar, marginalidade, entre outros. 

## Elenco
- Patrício Bisso
- Sérgio Mamberti
- Luiz Roberto Galizia
- Maria Alice Vergueiro
- Paulo Márcio Galvão
- George Otto
- Rodrigo Santiago
- Celuta Machado
- Zé Luiz Ferreira
- Mercedes Dias
- Doris Paredes
- Delci de Oliveira
- Bronie Lozneanu
- Carlos Nascimbeni
- Adriana Bacchi
- Jaques Suchodolski
- Célia Maracajá
- Circe Bernardes
- Isa Kopelman
- Reinaldo
- Walter Breda
- Gigante
- Thereza Freitas
- Ângela de Castro
- Sérgio Bianchi
- Lélia Abramo